# Lapeado
El lapeado es una operación de mecanizado en la que se frotan dos superficies con un abrasivo de grano muy fino entre ambas, para mejorar el acabado y disminuir la rugosidad superficial.
Se emplea para acabar bloques patrón o conseguir uniones estancas entre dos superficies metálicas.
La herramienta de lapear permite sujetar las partículas abrasivas y está fabricada con un material más blando que la pieza a mecanizar. Para preparar metales endurecidos para un examen metalográfico este material es textil. Cuando el abrasivo es polvo de diamante se emplea cobre, pero el material más frecuente es hierro fundido de grano fino.

## Proceso

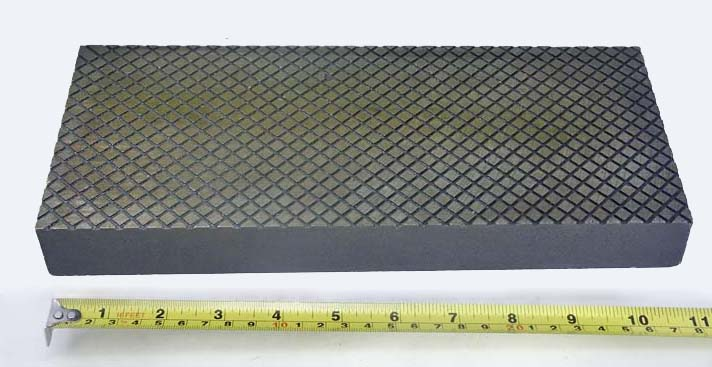
Placa pequeña de hierro fundido para lapear

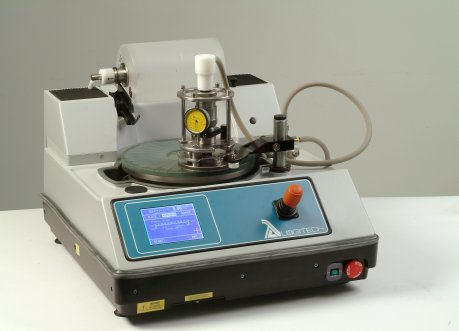
Máquina de lapear

Se puede realizar a mano o usando máquinas especiales. Se puede aplicar a materiales metálicos y no metálicos de casi cualquier dureza, pero si el material es excesivamente blando los granos de abrasivo se pueden quedar incrustados en la pieza.
Cuando el lapeado se realiza manualmente se emplea una placa plana estriada como la de la primera imagen. Por ejemplo, se podría extender polvo de esmeril sobre la superficie de la placa, que después se frotaría contra la pieza a lapear con un movimiento irregular, rotatorio, quizás en forma de ocho para que el desgaste sea uniforme.
La segunda imagen muestra una máquina de lapear comercial con un plato de lapear relativamente pequeño, ya que máquinas con platos de hasta 3 metros de diámetro son habituales. La pieza se colocaría sobre el plato, dentro de los anillos, y se colocaría un peso encima para que ejerza una presión de entre 0,2 y 0,3 MPa. Al funcionar, los anillos mantendrían la pieza sujeta mientras la placa inferior gira.

## Rugosidad superficial
El lapeado elimina unas micras de material, normalmente menos de 0,025 mm y permite obtener superficies con una rugosidad superficial muy baja (Ra < 0,16 µm), mejor que la de otras operaciones como el rectificado.